# Tỷ lệ bạc
Trong Toán học, hai đại lượng được gọi là có Tỷ số bạc hay Tỷ lệ bạc nếu tỷ số giữa tổng của 2 lần đại lượng lớn và đại lượng nhỏ với đại lượng lớn bằng tỷ số giữa đại lượng lớn với đại lượng nhỏ hơn. Tỷ lệ bạc thường được chỉ định bằng ký tự δS (delta S).
Như hình bên phải, tỷ lệ bạc được biểu diễn như sau:
{\displaystyle {\frac {2a+b}{a}}={\frac {a}{b}}\equiv \delta _{S}\,.}
Theo định nghĩa này, tỷ lệ bạc là một hằng số toán học vô tỷ, có giá trị bằng 1 + √2 xấp xỉ 2.4142135623. Tương tự như Tỷ lệ vàng - giới hạn của tỷ số các số liên tiếp trong chuỗi số Fibonacci, Tỷ lệ bạc là giới hạn của tỷ số các số liên tiếp trong chuỗi số Pell.
Tỷ lệ bạc có thể được xác định bằng liên phân số đơn giản sau [2; 2, 2, 2,...]:
{\displaystyle \delta _{S}=2+{\cfrac {1}{2+{\cfrac {1}{2+{\cfrac {1}{2+\ddots }}}}}}\,.}
Các dạng:
Nhị phân: 10.0110101000001001111...
Thập phân: 2.4142135623730950488...
Thập lục phân: 2.6A09E667F3BCC908B2F...
Liên phân số:{\displaystyle \delta _{S}=2+{\cfrac {1}{2+{\cfrac {1}{2+{\cfrac {1}{2+\ddots }}}}}}\,.}
Dạng đại số: 1 + √2

## Tổng quát
Tỷ lệ vàng và tỷ lệ bạc là số thứ 2 và thứ 3 trong chuỗi số kim loại, chuỗi số được biểu diễn dạng tổng quát liên phân số như sau:
{\displaystyle n+{\cfrac {1}{n+{\cfrac {1}{n+{\cfrac {1}{n+{\cfrac {1}{n+\ddots \,}}}}}}}}=[n;n,n,n,n,\dots ]={\frac {1}{2}}\left(n+{\sqrt {n^{2}+4}}\right)\,}
| Chuỗi số kim loại |               |             |
| 0:                | 0 ++√4/2      | 1           |
| 1:                | 1 ++√5/2      | 1.618033989 |
| 2:                | 2 ++√8/2      | 2.414213562 |
| 3:                | 3 + √13/2     | 3.302775638 |
| 4:                | 4 + √20/2     | 4.236067978 |
| 5:                | 5 + √29/2     | 5.192582404 |
| 6:                | 6 + √40/2     | 6.162277660 |
| 7:                | 7 + √53/2     | 7.140054945 |
| 8:                | 8 + √68/2     | 8.123105626 |
| 9:                | 9 + √85/2     | 9.109772229 |
| ⋮                 |               |             |
| n:                | n ++√4 + n2/2 |             |

## Kích cỡ khổ giấy và Hình chữ nhật Bạc
Kích cỡ giấy theo tiêu chuẩn ISO 216 là hình chữ nhật có tỷ lệ 1:√2 (xấp xỉ 1:1.4142135 hệ thập phân), thường gọi là "cỡ A4".